# 塞利謝 (庫皮揚斯克區)
49°51′0″N 37°28′50″E / 49.85000°N 37.48056°E
塞利謝（烏克蘭語：Селище）是位於烏克蘭東部的村莊，由哈爾科夫州庫皮揚斯克區的金德拉希夫卡市鎮負責管轄。該村始建於1863年，面積0.02平方公里，海拔高度171米，2001年人口1，人口密度每平方公里50人。